# Terence Desmond Murray
Terence Desmond Murray, britanski general, * 1891, † 1961.